# Konstantin Dikow
Konstantin Dikow (bulgarisch Константин Диков; * 10. Mai 2002 in Sofia) ist ein bulgarischer Eishockeyspieler, der seit 2022 beim SK Irbis-Skate in der bulgarischen Eishockeyliga spielt. Sein Bruder Wesselin ist ebenfalls bulgarischer Nationalspieler.

## Karriere
Konstantin Dikow begann seine Karriere als Eishockeyspieler beim HK Slawia Sofia in seiner Geburtsstadt, in dessen U18-Mannschaft er spielte. Von 2017 bis 2020 spielte er für die Europa-Abteilung des Okanagan HC in der Erste Bank Juniors League und der Erste Bank Young Stars League. Anschließend wagte er den Sprung über den Großen Teich und spielt seither für die South Shore Kings in der United States Premier Hockey League. 2022 kehrte er in seine Heimat zurück und spielt seither für den SK Irbis-Skate, mit dem er 2023 und 2024 bulgarischer Meister wurde, in der bulgarischen Eishockeyliga.

### International
Im Juniorenbereich spielte Dikow für Bulgarien in der Division III der U18-Weltmeisterschaften 2017, 2018 und 2019 sowie der U20-Weltmeisterschaften 2018, als er zum besten Verteidiger des Turniers gewählt wurde, 2019, als er zum besten Spieler seiner Mannschaft gewählt wurde, und 2020.
Mit der bulgarischen Herren-Nationalmannschaft nahm Dikow an den Weltmeisterschaften der Division III 2018, als er zum besten Spieler seiner Mannschaft gewählt wurde, und 2019, als der Aufstieg in die Division II gelang teil. Dort spielte er dann 2022, als wiederum zum besten bulgarischen Spieler gekürt wurde, 2023 und 2024. Zudem vertrat er seine Farben bei den Olympiaqualifikationen für die Winterspiele in Peking 2022 und in Mailand 2026.

## Erfolge und Auszeichnungen
- 2018 Bester Verteidiger bei der U20-Weltmeisterschaft der Division III
- 2019 Aufstieg in die Division II, Gruppe B, bei der U18-Weltmeisterschaft der Division III, Gruppe A
- 2019 Aufstieg in die Division II, Gruppe B, bei der Weltmeisterschaft der Division III
- 2023 Bulgarischer Meister mit dem SK Irbis-Skate
- 2024 Bulgarischer Meister mit dem SK Irbis-Skate